# Ottokar Nováček
Ottokar Eugen Nováček (Fehertemplom, 13 maggio 1866 – New York, 3 febbraio 1900) è stato un violinista e compositore ungherese.
Ebbe una fortunata carriera concertistica. Compose musiche per orchestra e da camera di grande virtuosismo, tra le quali è famosa la composizione per violino "Moto perpetuo" No.4 Op.5.